# Maude Abbott
Maude Abbott, née en 1869 et morte en 1940, est une médecin canadienne du Québec spécialiste des maladies cardiovasculaires congénitales.

## Biographie
Maude Abbott est née le 18 mars 1869 à Saint-André-Est, au Québec, sous le nom de Maude Elizabeth Seymour Babin en 1869. Avant sa naissance, son père fut l'objet d'un énorme scandale, ce qui l'amena à se réfugier aux États-Unis avec sa femme. Pour une raison inconnue, la mère de Maude retournera au Québec, puis donnera naissance à Maude. Celle-ci perdra sa mère, qui mourut de la tuberculose lorsqu'elle était encore en bas âge. Après la mort de sa mère, elle est adoptée par sa grand-mère maternelle, qui lui donne son nom. Elles vivent à St. Andrews East, au Québec (aujourd'hui Saint-André-d'Argenteuil)  Elle est l'une des nombreuses cousines de John Abbott, troisième premier ministre du Canada.
Elle réussit l'exploit, « juste par précaution », de poursuivre et d'obtenir un diplôme d'enseignement à la McGill Normal School et un baccalauréat ès arts en 1890.
Elle veut étudier la médecine à l'Université McGill mais, à cette époque, la faculté de médecine n'accepte pas les femmes. Elle lance une pétition publique. Elle s'inscrit alors en 1890 à la faculté de médecine de l'Université Bishop's à Lennoxville où elle sera la seule femme inscrite en médecine. Elle obtient son diplôme en 1894.
Elle se plonge dans l'étude du cœur et réalise une étude sur les bruits fonctionnels du cœur. Ceci lui permet d'être la première femme admise à la Montreal Medico-Chirurgical Society.
Lors d'un congrès à Baltimore, elle rencontre William Osler et, grâce à ses encouragements et à sa bienveillance, elle se consacre à l'étude des maladies cardiovasculaires congénitales.
Nommée en 1898 conservatrice adjointe du Medical Museum of McGill University, elle fait preuve de qualités d'organisation et de classement qui lui valent les félicitations de William Osler en 1904. Celui-ci déclare : « [c'est] le meilleur travail que McGill a réalisé à ce jour ; elle a des dons d'organisation exceptionnels et il n'y a aucune collection en Amérique du Nord et en Grande-Bretagne qui s'en approche ».
Osler l'invite à rédiger l'article sur les cardiopathies congénitales dans son ouvrage intitulé Systems of modern medicine. Cette collaboration la rend mondialement connue et elle publie en 1936 Atlas of congenital cardiac disease, où elle étudie plus de 1 000 cas et élabore un nouveau système de classification.
Maude Abbott tient, de 1908 à 1924, pour l'International Association of Medical Museums, qu'elle avait fondé avec Osler, un scrapbook contenant de la correspondance, des bulletins, des listes de membres, des règlements et des minutes de réunion.
Dans ses articles sur E. Z. Massicotte et sur Michel Sarrazin, elle fait des contributions à l'histoire de la médecine au Québec.
On la surnommait la tornade bienfaisante. Maude Abbott meurt à Montréal le 2 septembre 1940, d'une hémorragie cérébrale à l'âge de 71 ans.

## Publications
Maude Abbott a écrit plus de 140 ouvrages et articles. On trouvera en ligne :
- « On so-called functional heart murmurs », dans Montreal Medical Journal, janvier 1899
- « Pigmentation cirrhosis of the liver in a case of hæmochromatosis » — Originellement paru dans The Journal of Pathology and Bacteriology, décembre 1900
- Florence Nightingale as seen in her portraits. With a sketch of her life, and an account of her relations to the origin of the Red Cross Society, Boston, 1916
- « An early Canadian biologist, Michel Sarrazin (1659–1735) — His life and times », dans Can Med Assoc J, 1928 (nov.), 19(5), p. 600–607
- / History of medecine in the province of Quebec, par Maude E. Abbot, 1931